# 乔治·麦戈文
乔治·斯坦利·麦戈文（英語：George Stanley McGovern，1922年7月19日—2012年10月21日），美国历史学家、作家、曾任美国众议员、参议员。

## 生平
他是1972年美国总统大选民主党候选人，在此次选举当中，乔治·麦戈文最终败于共和党总统尼克松。
麥戈文支持墮胎的權利，反對越南戰爭，這使他在1970年代成為美國自由派的標志性人物。
1962年首度當選參議員，1968年及1974年成功連任，但在1980年選舉中落敗。